# Palácio Iguaçu
O Palácio Iguaçu é a sede do governo do estado brasileiro do Paraná e esta localizado no bairro Centro Cívico em Curitiba.

## História
O Palácio foi idealizado no governo de Bento Munhoz da Rocha, que governou o estado na década de 1950, e sua inauguração ocorreu em 1953. Além do Palácio Iguaçu o projeto também previa a criação da Assembleia Legislativa do Paraná e diversos prédios públicos nas proximidades da sede estadual.
Em 14 de maio de 2007 a sede do governo foi transferida, temporariamente, para o Palácio das Araucárias, pois o Iguaçu passaria por reformas e no dia 18 de dezembro de 2010 (nas festividades de 157 anos da emancipação política do Paraná) o prédio voltou a sediar o executivo do estado.